# Echinocardium
Echinocardium és un gènere d'eriçons de mar de la família Loveniidae, coneguts com a eriçons de mar en forma de cor. El nom deriva del grec (equinos, "eriçó") i de (kardia, "cor").

## Taxonomia
El gènere va ser descrit per primera vegada el 1825 per John Edward Gray, i l'espècie tipus és Spatangus pusillus Leske, 1778 per designació posterior.
El 1836, el gènere, Amphidetus, va ser descrit per Louis Agassiz. Els dos gèneres, Amphidetus i Echinocardium, actualment es consideren sinònims.

## Espècies
- Echinocardium australe (Gray, 1855)
- Echinocardium cordatum  (Pennant, 1777)
- Echinocardium fenauxi Péquignat, 1963
- Echinocardium flavescens  (Müller, 1776)
- Echinocardium gibbosus Agassiz in Desor, 1847
- Echinocardium intermedium Mortensen, 1907
- Echinocardium laevigaster Agassiz
- Echinocardium mediterraneum  (Forbes, 1844)
- Echinocardium mortenseni Thiéry, 1909
- Echinocardium pennatifidum Norman, 1868